# Laak (Königsberg)

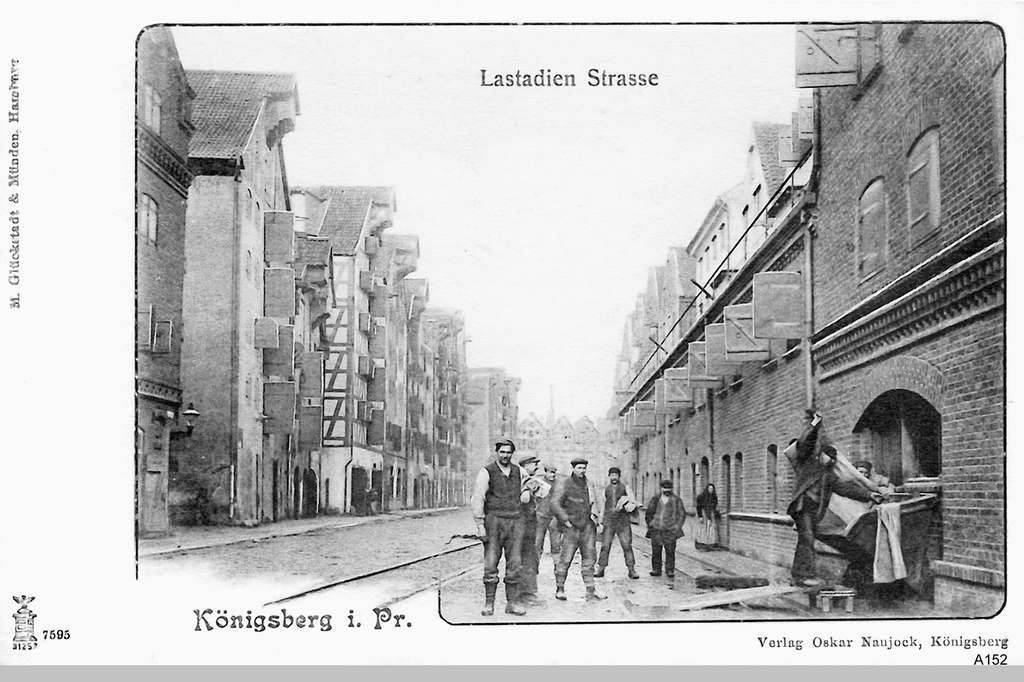
Lastadienstraße am Hundegatt, alter Speicherort des Flusshafens

Laak oder Laack oder Lastadie war ein Stadtteil von Königsberg (Preußen), eine Vorstadt westlich des Schlosses gelegen.

## Name
Der Name leitet sich vom baltischen Wortstamm „lak“ ab und weist auf ein Sumpfgebiet.

## Lage

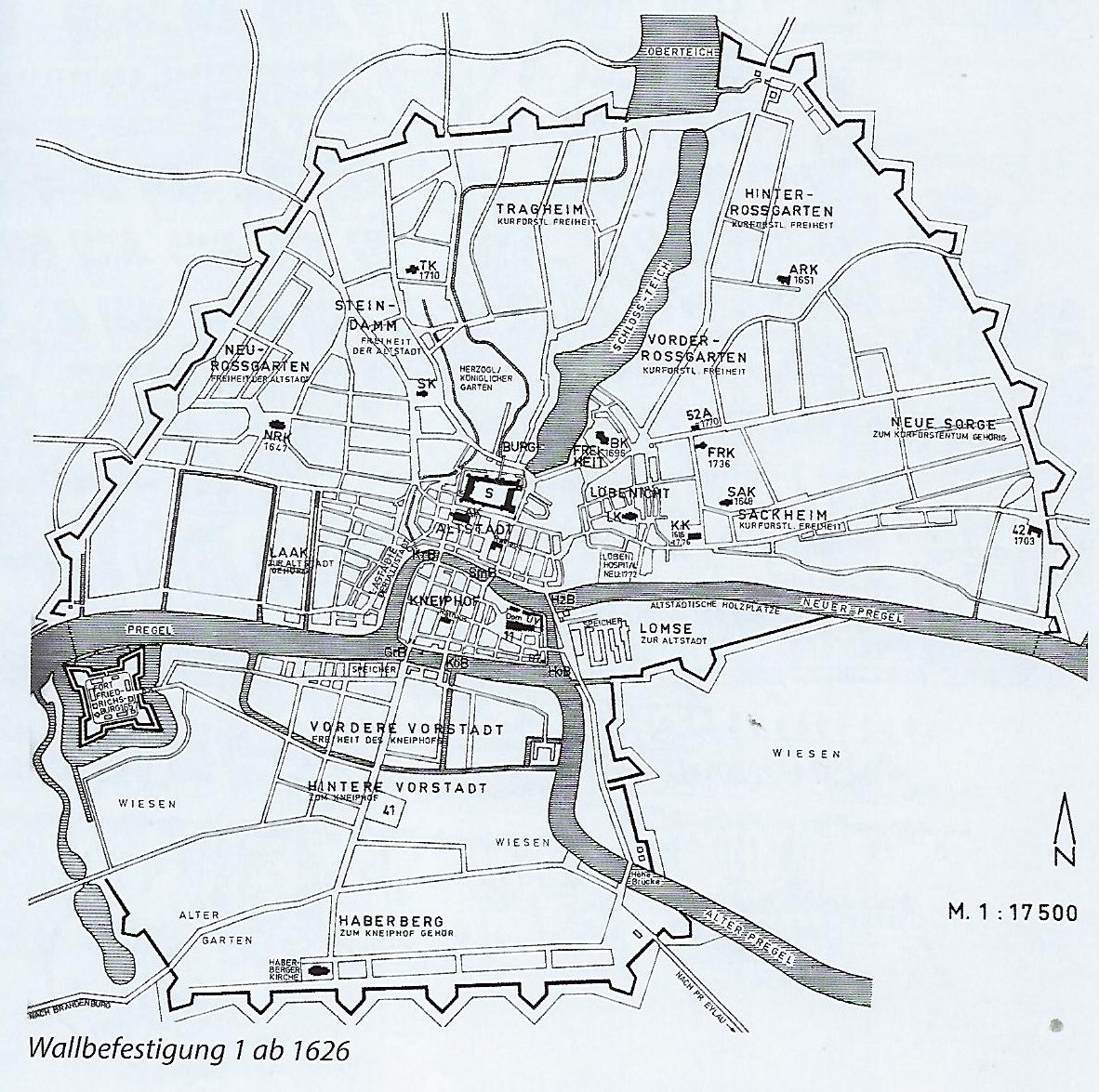
Wallbefestigung und Städte Königsbergs (1626)

Im Osten lag der Stadtteil am Pregel gegenüber dem Kneiphof. Im Westen endete er am Stadtwall am „Holländischen Baum“, da wo später die Reichsbahnbrücke den Pregel überspannte. Folgt man der Altstädter Langgasse nach Westen, so erreicht man zunächst die Unterlaak und dann die Oberlaak.

## Geschichte
Die Laak war zunächst eine zur Altstadt gehörende Freiheit außerhalb des Laakener Tors. Alle städtischen Freiheit erfreuten sich einer gewissen Selbstverwaltung und erhielten eigene Wappen und eigene Gerichte. Die Bewohner waren in die Stadtkirchen eingepfarrt, mussten aber Zins- und Scharwerksdienste leisten. Die Freiheiten waren allerdings nicht befestigt und wurden oft von Feinden verheert. Eine Ausnahme machte die Burgfreiheit. Wegen der bequemen Lage am Pregel wurden auf der Laak viele Speicher zum Aufbewahren der Waren errichtet, so dass Laak oder Lastadie ihr Wachstum dem Handel verdankten. 1764 verheerte eine Feuersbrunst den Ort, bei der der Wind das Feuer auch über den Pregel trieb und über 300 Häuser in Sackheim verbrannten.
Die Schroetterkarte von 1802 zeigt nur an den Pregelufern eine Bebauung, weitgehend mit Packhäusern. Ansonsten gibt es hier nur Wiesen. Zum „Holländischen Baum“ hin lagen ein Schiffsbauplatz, ein Salzmagazin und der „Holländische Schiffsbauplatz“. Nördlich davon, idyllisch am Wall in einem Buschwäldchen gelegen, hatte die „Drei-Kronen-Loge“ ihr Anwesen, die später in den Tragheim direkt an den Schlossteich umzog. An ihrer Stelle stand später das Heeresverpflegeamt. Das Hauptzollamt befand sich an der Eisenbahnbrücke. Die Reichsbahnbrücke trennte Laak vom Stadtteil Kosse.